# Michel Sogny
Michel Sogny (Pau, 21 november, 1947) is een Franse pianist, componist en schrijver van Hongaarse afkomst. Hij creëerde een nieuwe methode om piano te onderwijzen. Deze methode biedt de cursist van elke leeftijd de mogelijkheid aan om het instrument onder de knie te krijgen, terwijl over het algemeen wordt beschouwd dat piano na de kindertijd niet te leren is.

## Biografie
Michel Sogny studeerde aan de École Normale de Musique de Paris, waar de piano werd beheerst door Jules Gentil en Ivon Desport. Hij heeft een bachelor diploma in literatuur, een masterdiploma in psychologie en een doctoraat in de filosofie, die werd gekregen in 1974 in de Sorbonne, door Vladimir Zhankelevich. Michel Sony is de oprichter van SOS Talents Foundation.
Sony was, samen met Valéry Giscard d'Estaing en Blandin Olivier de Sups (achterkleinzoon van Frenz Liszt), de oprichter van de Franz Liszt French Association.

## De pianomethode van Michel Sogny
Methodologie van Sogny wordt gebruikt in de scholen die hij heeft opgericht in Parijs en Genève. Sinds 1974 hebben meer dan 20.000 studenten de piano onder de knie volgens de Sogny’s methode.
Deze methode bestaat uit twee hoofdcomponenten: didactisch werk - Prolégomènes, dit zijn kleine oefeningen. Polégomènes ontwikkelt een muzikale symfonie en perceptie van het geluid. De tweede bestaat uit een cyclus van etudes die zich concentreren op het ontwikkelen van technische vaardigheden zoals handbewegingen en houding.
Een van Sogny's studenten die als volwassene piano begon te oefenen, was de Franse professor Michel Paris. Na het voltooien van een vierjarige methodologiecursus , gaf hij op 30-jarige leeftijd een soloconcert in het Théâtre des Champs-Élysée met de ondersteuning van het Ministerie van Cultuur.
Een andere succesvolle leerling van Michel Sogny was Claudine Zevacot, die in de jaren 1983 en 1984 in het Théâtre des Champs-Élysée speelde.
In 1981 verzocht de Senaat de minister van Cultuur, Jacques Lange, formeel om de verspreiding van de methodologie van Michel Sonn in heel Frankrijk te bespreken.